# Centre de Restauració de Béns Mobles de Catalunya
El Centre de Restauració de Béns Mobles de la Generalitat de Catalunya (CRBMC) és una institució dedicada a la conservació i restauració dels béns que conformen el patrimoni cultural moble català. Són obres procedents del patrimoni de la Generalitat, de les entitats públiques, del patrimoni eclesiàstic i de museus i jaciments arqueològics del territori català.
Aquest centre està ubicat a Valldoreix, en el municipi de Sant Cugat del Vallès (Vallès Occidental). El seu ús està obert als professionals independents i és, avui dia, un dels centres de referència en tot l'Estat espanyol, perquè a més d'exercir tasques de restauració i conservació, també impulsa la innovació i la recerca en el sector, fomentant l'avenç tecnològic i els estudis amb altres centres especialitzats en la investigació d'aquests àmbits. La directora és Àngels Solé.

## Història
El primer taller de restauració oficial es va crear el 1932 al servei de la Generalitat republicana. Estava ubicat al Museu d'Art de Catalunya, a l'actual MNAC. Es va crear d'acord amb una proposta de Manuel Grau, el primer restaurador oficial català, que havia estat becat per la Junta de Museus l'any 1931 per estudiar restauració a la Pinacoteca de Brera, a Milà. Un cop tornà, el 1932, se li va adjudicar el càrrec de director de la restauració del Museu d'Art de Catalunya. Així, es crearia un primer taller de restauració al Palau de la Ciutadella, que després es traslladaria al Palau Nacional. Grau aportaria plantejaments innovadors provinents d'aquest aprenentatge a Itàlia, i fou a partir d'ells que s'establiren les bases dels actuals mètodes de conservació i restauració.
Durant la Guerra Civil (1936-1939), les obres en restauració al Museu d'Art de Catalunya varen haver de ser traslladades a Olot per tal d'evitar-ne danys i destruccions pels bombardejos. Allà s'improvisaria un taller de restauració a la casa Solà Morales, situada al passeig del Firal. Les obres hi anirien acompanyades pels restauradors Domènec Xarrié i Mirambell i Manuel Grau i Mas, el director general dels museus d'art, Joaquim Folch i Torres, i Lluís Iglesias, de la Comissaria General de Museus, entre d'altres. Olot, malgrat tot, seria bombardejada el 5 de febrer de 1939, i això comportaria el transport de les obres a França, on hi romandrien en dipòsit i se'n realitzaria l'Exposició d'Art Català a París, que tingué un gran ressò.
El període de la postguerra suposaria, per a la restauració a Catalunya, una etapa de mancança en què hi hauria una gran escassetat de materials necessaris per a la restauració com espàtules, l'estucat o els pigments per a la reintegració pictòrica. Les restauracions, en aquest moment i en tota l'època franquista, es van desenvolupar en els tallers de diversos museus catalans, entre els quals destaquen el Museu d'Art de Catalunya i el Museu d'Arqueologia de Barcelona. Al Museu d'Art de Catalunya el taller estaria ubicat en l'espai en què hi havia els salons de te durant l'Exposició de 1929 i ocuparia uns dos-cents metres quadrats. Allà s'hi restaurarien obres com el Silló de Sixena o el Frontal de Buira, ambdós del Museu de Lleida.
El 1980, un cop restablerta la democràcia, el Govern de la Generalitat decidí crear la Secció de Conservació, Restauració i Instal·lacions, depenent del Servei de Museus. Aquesta secció començaria a treballar l'1 d'octubre de 1981 en les dependències perimètriques del claustre del Monestir de Sant Cugat en el que inicialment s'anomenaria Centre de Conservació i Restauració de Béns Culturals Mobles, i el seu director seria Josep Maria Xarrié i Rovira, que ocuparia aquest càrrec fins a l'any 2009. En una ubicació com aquesta, el desenvolupament de les tasques de la institució provocaria un conflicte d'espais, perquè comportava la reutilització d'un monument històric i, per tant, hi havia certes limitacions en la utilització dels espais en què se situarien els tallers de restauració. Val a dir, però, que prèviament a l'establiment definitiu a Sant Cugat va existir el projecte de traslladar aquesta Secció a un local de nova planta annex al claustre de Santa Mònica, a Barcelona. A última hora, aquest emplaçament fou rebutjat pel Departament de Cultura i finalment es va ubicar al Monestir de Sant Cugat. Aquest centre tenia quinze professionals de la restauració, a més d'alguns alumnes de l'Escola de Belles Arts, en condició de becaris. Els restauradors estaven assessorats per científics especialitzats en física, biologia i química. L'abril de 1987, la Secció es transformaria en el Servei de Restauració de Béns Mobles, que passaria a dependre de la Direcció General del Patrimoni Artístic. Paral·lelament, al monestir s'hi realitzarien obrs de millora i adequació de l'espai en què treballaven els restauradors, que durant aquestes remodelacions es traslladarien temporalment a altres instal·lacions; per exemple, al trifori de la Catedral de Barcelona s'improvisaria un laboratori de restauració en què s'hi restaurarien obres com el Retaule del Conestable de Jaume Huguet. Finalment, el Servei de Restauració de Béns Mobles es traslladaria a la nova i actual seu a Valldoreix, que es va inaugurar oficialment l'any 2003.

## L'edifici actual

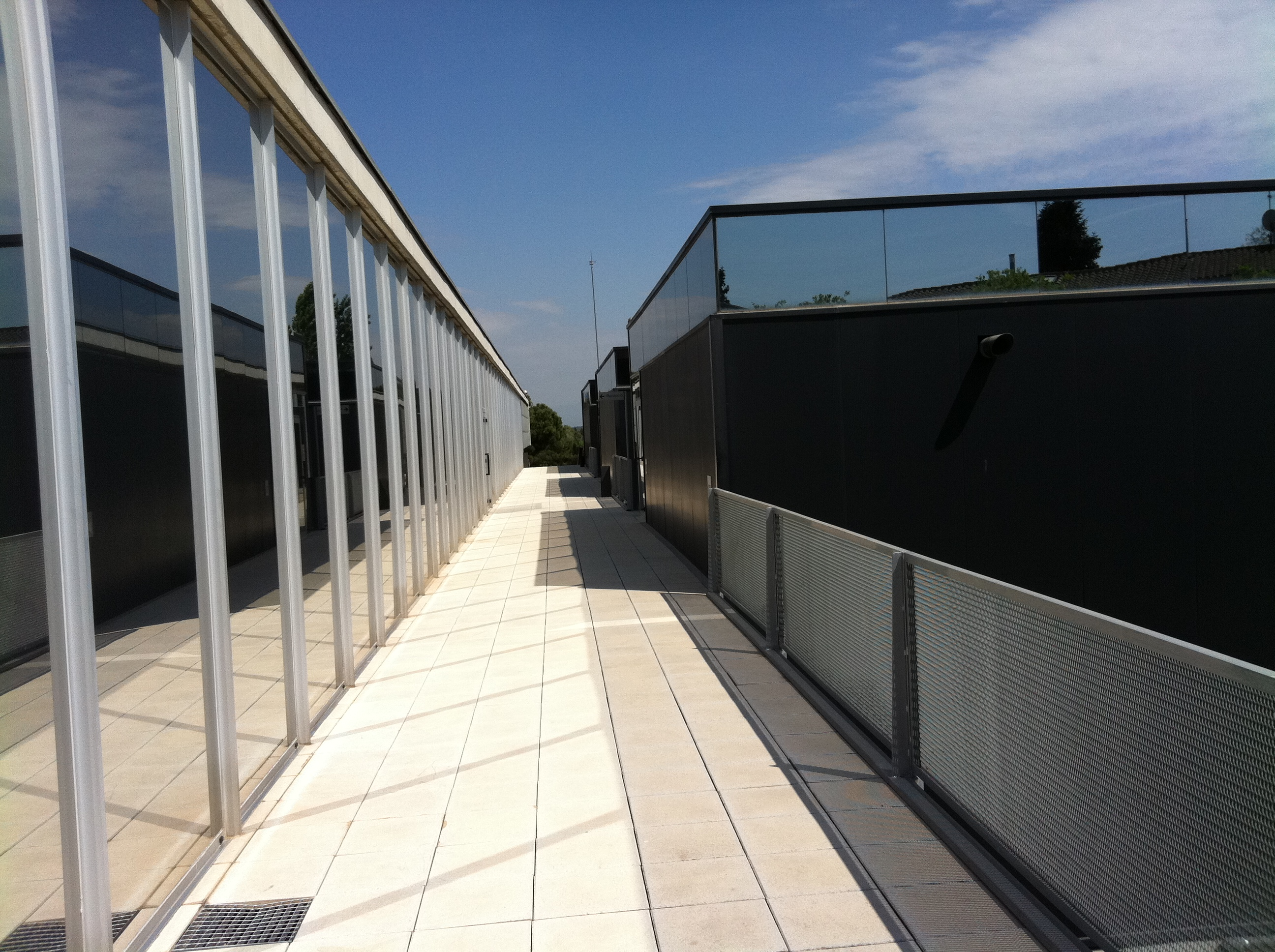
Passadís d'entrada

La seu actual del CRBMC es troba a Valldoreix, en un edifici de nova planta inaugurat el 19 de maig de 2003. L'edifici, que té una superfície de 4.000 m², fou ideat pels arquitectes Rob Dubois, Jordi Hidalgo, Shuichi Kobari i Daniela Hartmann, que el van dissenyar d'acord amb la seva funcionalitat específica: la conservació i la restauració del patrimoni moble. L'espai està dividit en dues grans àrees: d'una banda, hi ha una zona de serveis comuns; d'altra banda, trobem els tres tallers de restauració. També hi ha un espai dissenyat específicament per a la càrrega, la descàrrega i l'emmagatzematge d'obres d'art.

### Serveis i instal·lacions
Entre les instal·lacions tecnològiques de què disposa aquest nou edifici trobem un laboratori d'anàlisis fisicoquímiques en el qual s'analitzen l'estructura i els materials de l'obra. Aquest laboratori compta amb la maquinària industrial de Raigs X més potent de Catalunya; a més, també hi ha instal·lada una cambra d'anòxia, un sistema eficaç d'eliminació de plagues a través de la desinfecció i la desinsectació. D'altra banda, el CRBMC també disposa d'altres equipaments com la microscopia òptica, l'espectroscòpia d'infrarojos, la cromatografia de gasos i la reflectografia d'infrarojos. A més, també es fa un examen de les obres a través de tècniques fotogràfiques com els rajos ultraviolats, la llum difusa i la llum rasant.
Els equipaments del Centre, estan a la disposició dels professionals de la conservació i la restauració, així com dels investigadors del patrimoni, tant de l'àmbit públic com el privat, i -de manera puntual-, també a les institucions de recerca universitària. A més, també hi ha un centre de documentació accessible per a la consulta dels informes de les restauracions de les obres, així com de les activitats del Centre.

## Organització
El CRBMC forma part de la Direcció General del Patrimoni Cultural (DCPC), i està estructurat en diferents departaments. En primer lloc, la direcció està al càrrec d'Àngels Solé Gili. Pel que fa als professionals de la conservació i la restauració, Maria Àngels Jorba Valls és l'especialista encarregada dels materials arqueològics i etnològics; Josep Paret Rey es responsabilitza de la pintura i l'escultura sobre fusta; Pere Rovira Pons de la pintura mural i l'escultura sobre pedra i Maite Toneu Puig de la pintura sobre tela. En la secció de documentació i l'arxiu fotogràfic, hi trobem Àngels Planell, Mònica Salas i Maria Ferreiro. Per acabar, Carles Aymerich i Ramon Maroto són els encarregats de la fotografia i a Ricardo Suárez i Esther Gual dels laboratoris d'anàlisis físicoquímiques i radiografia, respectivament. D'altra banda, també hi ha tot un conjunt de treballadors que s'encarrega de l'administració, la logística, el manteniment i la seguretat.

## Restauracions
El CRBMC desenvolupa les seves tasques de conservació i restauració del patrimoni cultural català a través d'intervencions mínimament invasives en què l'obra és manipulada amb mètodes que tenen l'objectiu de no sotmetre-la a riscos innecessaris, respectant sempre els seus materials i la seva estructura. En les restauracions, el Centre aposta per unes intervencions reversibles i que permetin distingir els afegits de l'original a través de tècniques com el trattegio o l'aplicació de tintes neutres, evitant crear falsos històrics. Tot plegat es realitza després d'un profund anàlisi històric, tècnic i artístic de les obres per tal de conèixer les causes o el procés de degradació que han patit i actuar adequadament, sempre vetllant per una conservació de les obres a llarg termini. Tot el procés de restauració, consolidació i conservació queda documentat a través d'informes i memòries que han d'incloure l'estat en què es troba l'obra prèviament i les intervencions dutes a terme.

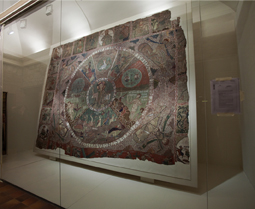
Emplaçament actual del Brodat de la Creació (c. 1100) al Museu de la Catedral de Girona

A més de les restauracions directes, també s'intervé indirectament a través de la conservació preventiva, que té com a objectiu evitar, en la mesura possible, la degradació de les obres. Aquesta tasca implica una anàlisi i un control de les condicions del seu entorn, així com la identificació i el seguiment dels riscos que puguin patir les obres, aplicant alhora les mesures preventives adequades. D'aquesta manera, la conservació preventiva s'encarrega de les condicions ambientals en què es troben les obres; podem incloure-hi l'exhibició, la manipulació, l'emmagatzematge o el control de plagues, entre d'altres. En aquest sentit, el CRBMC ofereix assessorament de conservació preventiva en projectes expositius. Exemples de les orientacions que ofereix el Centre són el nou espai en què es troba exposat el Brodat de la Creació, a la Catedral de Girona, o la vitrina climàtica en què hi ha situat el quadre La Nana de Pablo Picasso (1901) al Museu Picasso de Barcelona.

### Àrees de conservació-restauració
Les àrees d'actuació del Centre són els materials arqueològics, la pintura mural, l'escultura en pedra, l'escultura i la pintura en fusta i la pintura sobre tela. Les altres especialitats -materials tèxtils, orfebreria, mobles, maquetes, etc.- són derivades a professionals especialitzats, que treballen al servei del CRBMC.
Els materials arqueològics que s'intervenen provenen d'excavacions i arriben en un estat molt fragmentari. D'aquesta manera, l'actuació se centra en la neteja, la recomposició i la consolidació dels objectes, que habitualment són de metall o ceràmica, però també de vidre, de pedra, d'estuc, d'os, o mosaics, entre d'altres.
Pel que fa a la pintura mural, s'exerceix una tasca sobretot conservativa, atès que els principals problemes són mediambientals -humitat, aparició de sals, etc.- en obres que van des de l'època romana fins al segle xviii. Un cop solucionades aquestes qüestions, es pot actuar, si s'escau, en la capa de preparació i la pictòrica amb l'objectiu de retornar la llegibilitat a la pintura. Són intervencions que es realitzen, en la majoria dels casos, in situ.
D'altra banda, del patrimoni eclesiàstic, civil, museogràfic i arqueològic s'intervenen tot tipus d'escultures en pedra -exemptes, retaules i conjunts arquitectònics ornamentals-. El seu tractament se centra en la fragmentació i en les capes pictòriques afegides al llarg del temps, que s'eliminen si oculten l'aparença original de l'obra. De vegades, la policromia s'ha perdut parcialment o totalment, i aleshores la restauració implica la seva recomposició i consolidació, també in situ.
Les talles i la pintura sobre fusta, que majoritàriament pertanyen a retaules d'esglésies o museus, s'intervenen netejant, fixant i consolidant l'obra. Normalment, aquestes obres pateixen aixecaments de la capa pictòrica i de la capa de preparació, així com debilitament del suport. En aquestes situacions s'utilitzen estructures d'acer inoxidable o de fusta de cedre, que reforcen l'estructura si es troba en mal estat de conservació, o d'alumini anoditzat si manca l'estructura original.
El gruix de les intervencions, malgrat tot, resideix en les obres pictòriques sobre tela des del segle xvi i fins a l'actualitat, sobretot d'artistes catalans. Aquest tipus d'obres sovint han patit degradacions causades per les condicions mediambientals o una manipulació poc acurada. D'aquesta manera, la tasca dels restauradors és fixar la pintura, netejar-la i retocar-la i consolidar el suport.
Altres materials intervinguts al Centre són els suports en paper, cartró, pergamí i cartolina d'obres gràfiques -aquarel·la, tinta, llapis, etc.-, ceràmica, vidre i metall, materials etnogràfics com mòmies, ceràmica o brúixoles, suports tèxtils, mobiliari, orfebreria -encensers, creus prcessonals, calzes, etc.- i maquetes, en especial de vaixells.

### Algunes restauracions

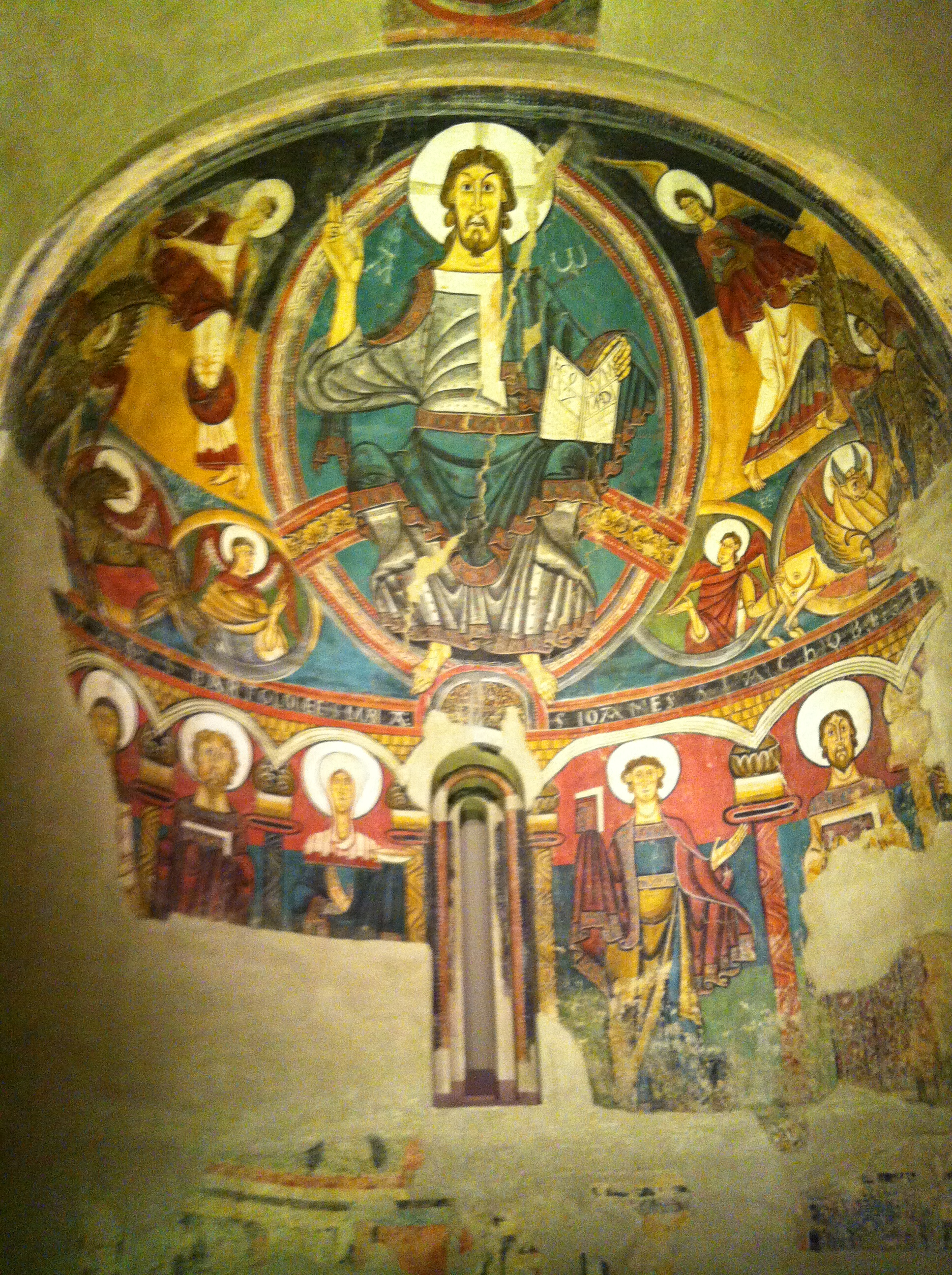
Pintures murals originals de l'absis de Sant Climent de Taüll, al MNAC

Una de les restauracions més rellevants que ha dut a terme el CRBMC és la intervenció en les pintures murals de l'absis de Sant Climent de Taüll (Vall de Boí). Les pintures originals de Sant Climent, datades al segle xii, varen ser arrencades l'any 1920 per la Junta de Museus de Barcelona sota la direcció de Joaquim Folch i Torres i traslladades al Museu d'Art de Catalunya, on es presentarien públicament l'any 1924. D'aquests arrencaments en quedaren les capes pictòriques profundes i les restes de pintura anterior. Entre 1959 i 1961, Ramon Millet faria una reproducció artística molt similar als frescos romànics originals en vint-i-dos plafons de guix ancorats al mur i d'unes dimensions menors a les originals per poder ser encabides en l'absis en una estructura feta amb canyes i guix, deixant un espai entre el plafó i la paret. La intervenció realitzada entre els anys 2008 i 2012 va implicar la retirada d'aquesta reproducció i la recuperació dels frescos originals de l'absis, així com el seu estudi científic en els laboratoris del CRBMC, on es farien anàlisis i investigacions sobre els frescos, els morters i els arrebossats originals amb la col·laboració de l'Àrea de Conservació i Restauració del MNAC. Els plafons de la reproducció de Ramon Millet es varen tallar i retirar de la paret, i es van treure les capes de calç que ocultaven les pintures murals, que també es van restaurar. Alhora, es va instal·lar una projecció virtual de les autèntiques pintures murals, que es conserven, com ja s'ha dit, al MNAC.

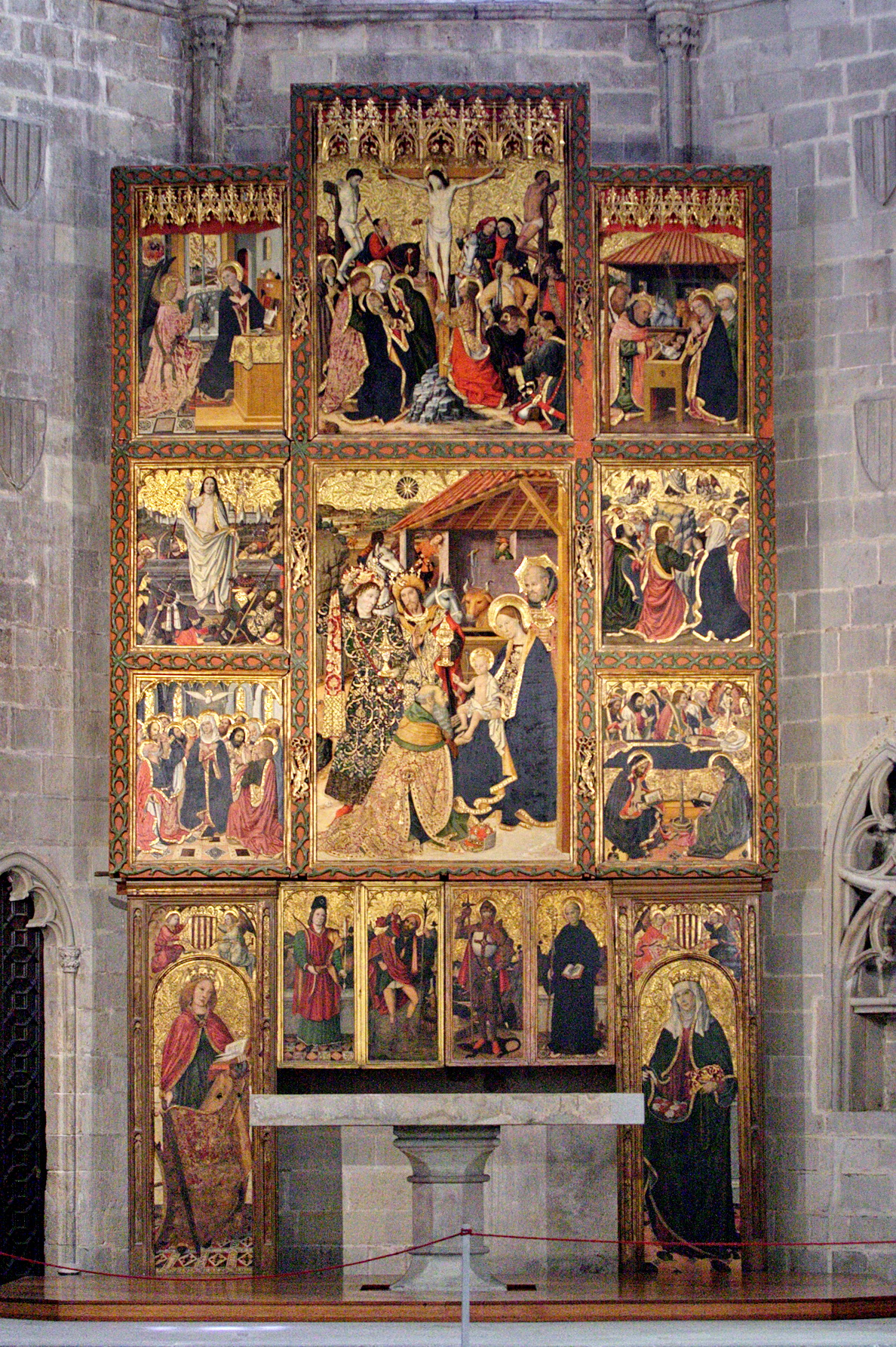
Retaule del Conestable de Portugal, de Jaume Huguet (1464-1465) a la Capella de Santa Àgata, Barcelona

 Una altra restauració rellevant va ser la del retaule del Conestable de Portugal, realitzat per Jaume Huguet (1464-1465), va ser un encàrrec reial avui considerat com una de les peces més interessats del gòtic català, al costat d'obres com el retaule dels Consellers, de Lluís Dalmau. El rei Pere, conestable de Portugal i successor de Carles de Viana, contractà a Huguet per la seva bona reputació a la ciutat comtal, on hi vivia des de feia 15 anys. Aquest retaule està compost per catorze taules, de les quals quatre conformen la predel·la. Durant la Guerra Civil, el retaule va ser traslladat, com moltes altres obres, al taller de la casa Solà Morales d'Olot, on ja se li va fer una primera intervenció per fixar la seva capa pictòrica i dissimular les zones estucades amb tintes neutres. Un cop finalitzada la Guerra, el retaule va ser retornat a la capella de Santa Àgueda, el seu lloc d'origen, on el taller de restauració del Museu Municipal d'Història de Barcelona en va refer els calats. L'any 1964 es recuperarien les quatre taules que conformaven la predel·la, perdudes probablement durant el segle xix. Aquestes taules corresponents a la predel·la es recol·locarien l'any 1973, data en què també s'intervindria en les dues portes laterals. El 1993 es reprendrien les restauracions del retaule en el Centre de Restauració, instal·lat aleshores en el monestir de Sant Cugat. En la memòria d'activitats dels anys 2003-2010 del CRBMC consta, encara, com a obra en procés de restauració.
Un tercer exemple d'obra rellevant restaurada aquests darrers anys és El gran dia de Girona (1863-1834), de Ramon Martí i Alsina, que commemora el setge de Girona de l'any 1808, és un llenç de més de cinquanta-vuit metres quadrats i setanta quilos de pes que l'artista trigaria gairebé vint anys a finalitzar. El gran dia de Girona seria exposat per darrera vegada l'any 1939, al Palau de Belles Arts de Barcelona. Allà patiria els efectes d'un dels bombardejos de la Guerra Civil, i no seria fins al segle XXI quan el Museu d'Art de Girona, el Museu Nacional d'Art de Catalunya i el CRBMC decidirien endegar la seva restauració, duta a terme a les instal·lacions del Centre a Valldoreix. La restauració va ser dificultosa per les seves grans dimensions i per l'estat del suport, que tenia estrips de fins a set metres. Malgrat tot, es varen fer servir els criteris menys invasius i nocius per a l'obra. En primer lloc, es consolidaria la tela en dues fases; en la primera, els estrips petits del llenç es suturarien amb fibres de lli, i en les pèrdues més significatives s'hi inseririen teixits de lli. En la segona fase, d'altra banda, s'eliminarien les deformacions de la tela a través d'un bastidor, que mantendria l'obra en una tensió contínua i homogènia. Entre ambdues fases, es dugué a terme la neteja de la superfície pictòrica. Un cop feta, es va fer l'anivellament i la reintegració de la capa pictòrica, feta sempre amb la voluntat de respectar l'original. Després de la restauració, el llenç es va traslladar a l'Auditori Josep Irla, a la seu de la Generalitat de Girona, on s'hi va adequar un espai amb característiques ambientals específiques -com la temperatura o la il·luminació- per a la seva conservació.

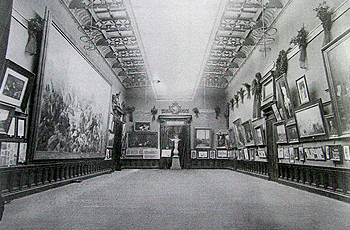
El Gran dia de Girona al Palau de Belles Arts, Barcelona, 1939
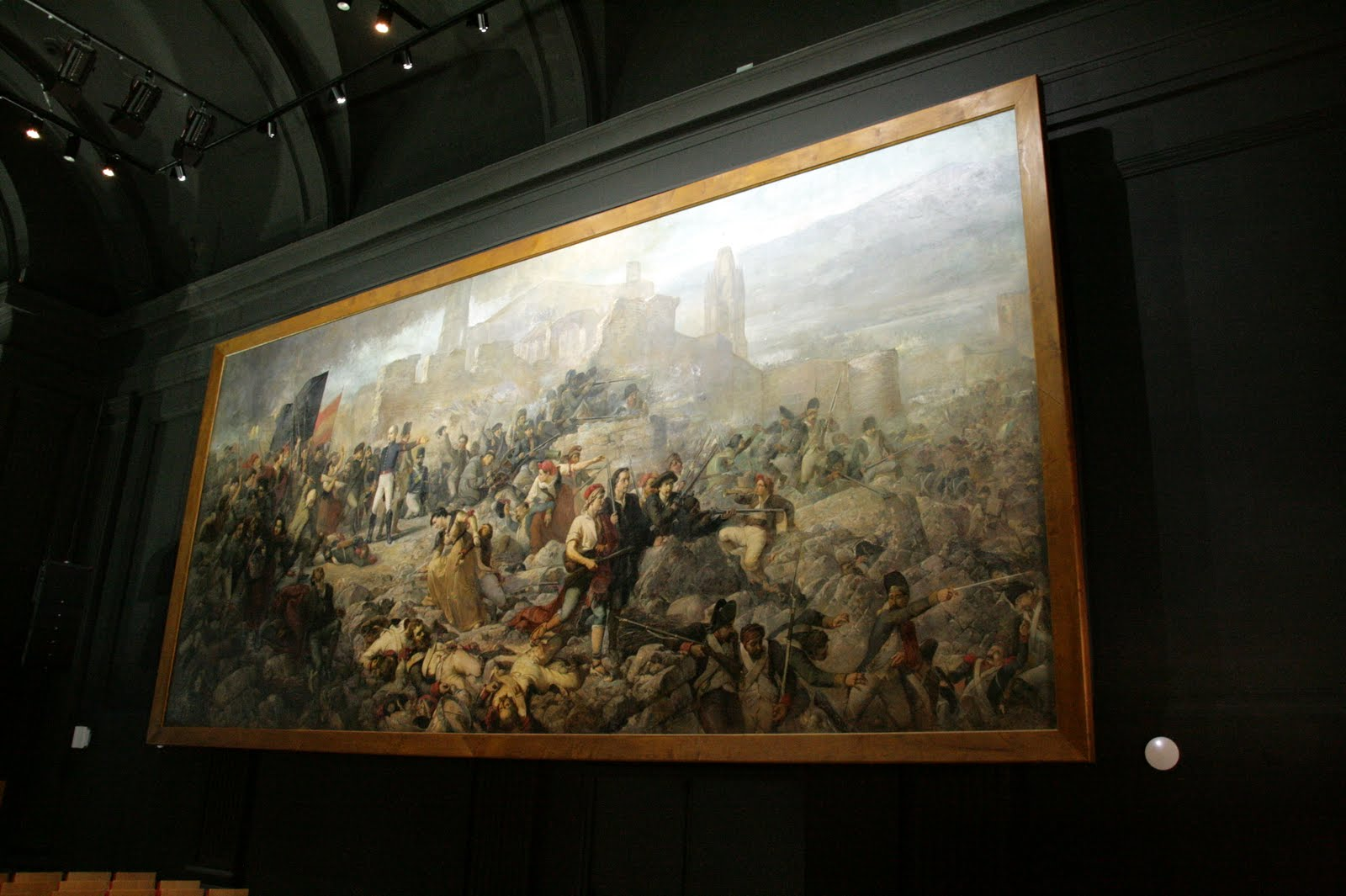
El Gran dia de Girona a l'auditori Josep Irla, a la seu de la Generalitat a Girona

## Innovació i recerca
A més de les restauracions, el Centre de Restauració de Béns Mobles de Valldoreix també promou la innovació i la recerca en el camp de la conservació i la restauració del patrimoni cultural, publicant estudis i investigacions realitzades sobre aquest àmbit. Algunes d'aquestes recerques són:
- DOMEDEL, Lourdes; SILVESTRE, David; SUÁREZ, Ricardo; BELTRAN, Victòria: Protocol de neteges: noves consideracions sobre productes gasificants en la fase de neteja, 2013.
- ORDÓÑEZ, Ana; DOMEDEL, Lourdes: Ús de resines sintètiques de baix pes molecular per envernissar, 2013.
- ROCA, Laia; TANTULL, Idoia: Estudi dels consolidants en fustes cremades.
- BERNAT, Xisca; ESCUDÉ, Joan: Projecte d'estudi de neteges químiques amb àcids per a ceràmiques.

A més, el CRBMC també col·labora amb projectes com el de Magistri Cataloniae. Artistes, patrons i públic. Catalunya i la Mediterrània, segles XI-XV, dirigit pel professor Manuel Castiñeiras, de la UAB. La principal tasca del Centre en aquest projecte és la de dur a terme estudis i anàlisis físico-químiques en tres taules romàniques conservades al Museu Episcopal de Vic: l'altar de Santa Maria de Lluçà, el frontal de Sant Vicenç d'Espinelves i el frontal de Sant Martí de Puigbò.

## Publicacions i recursos
Des de l'any 1996, el CRBMC publica periòdicament la revista Rescat, creada com a mitjà de difusió dels processos i les tasques de conservació i restauració desenvolupades al Centre. A partir del número 19, Rescat es publica en línia a la pàgina web del Centre, on també hi podem trobar digitalitzats tots els números.
D'altra banda, al desembre de 2011, el Centre va celebrar el seu 30è aniversari en un acte on hi fou present el Conseller de Cultura, Ferran Mascarell. En aquest acte es va commemorar la tasca del centre, que durant els seus anys de vida ha restaurat més de vint mil obres de diversa procedència, publicant alhora 30 anys, 30 obres, un projecte en què es proposa la descripció i la contextualització de trenta de les obres restaurades més interessants del territori català. En són alguns exemples el baptisteri paleocristià de Bovalar (Seròs) la Majestat de Beget o les pintures murals de Sant Vicenç d'Estamariu.
Altres publicacions del Centre de Restauració de Béns Mobles són les memòries de les restauracions més importants, que es publiquen des del 1982 en un intèrval d'entre cinc o set anys, coincidint normalment amb les exposicions "Catalunya Restaura", organitzades pel mateix centre per donar a conèixer la seva tasca. Fins a l'actualitat s'han publicat quatre volums de memòries:
- 1982-1988
- 1989-1996
- 1997-2002
- 2003-2010

Per acabar, i per tal d'unificar criteris, el CRBMC posa a disposició dels professionals de la restauració un seguit de manuals i plantilles digitals com a eines informàtiques que permeten representar gràficament els informes tècnics de conservació i restauració, disponibles a la seva pàgina web.